# 佩內達-格雷斯國家公園

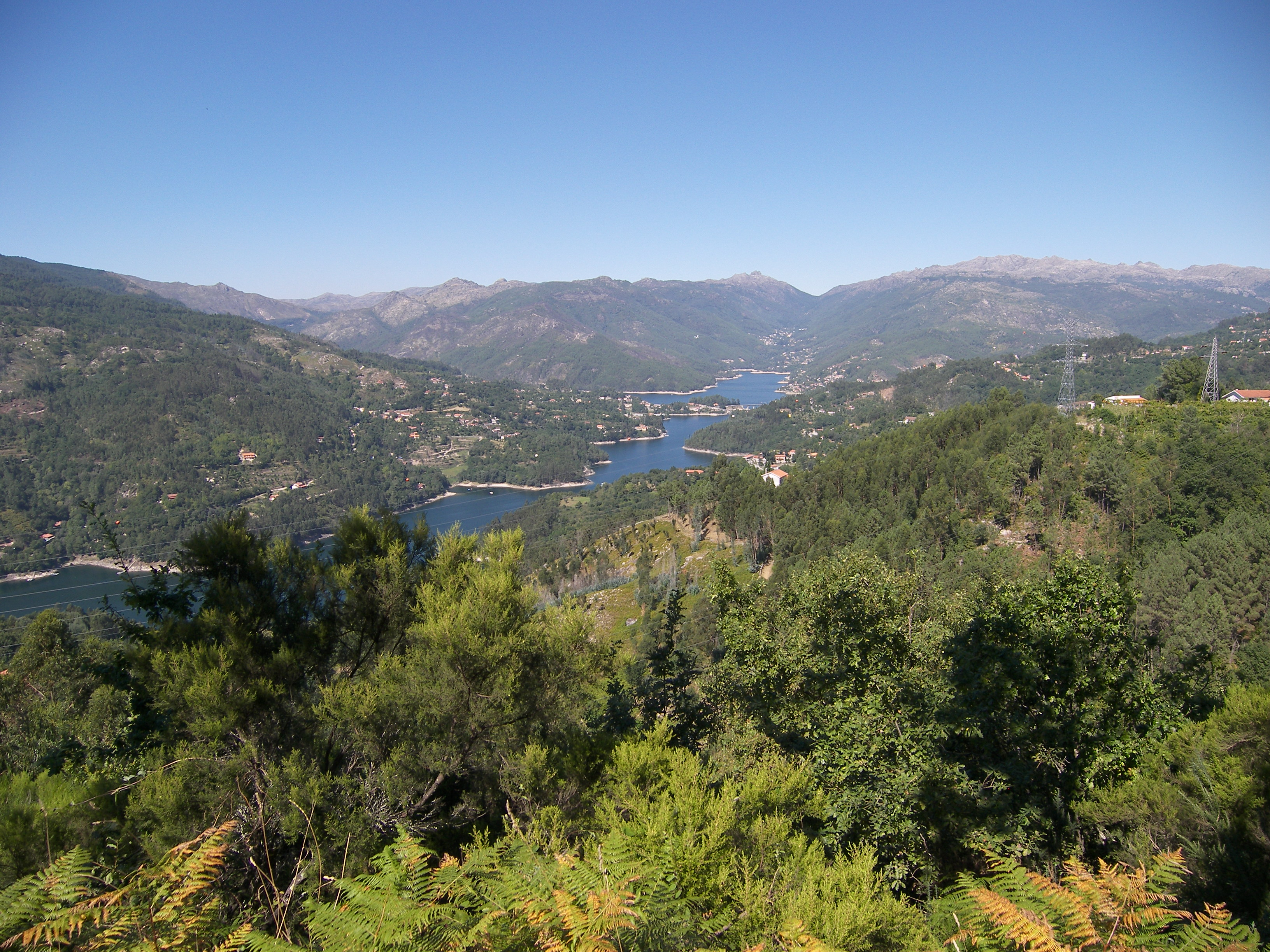
國家公園裡遠眺利馬河

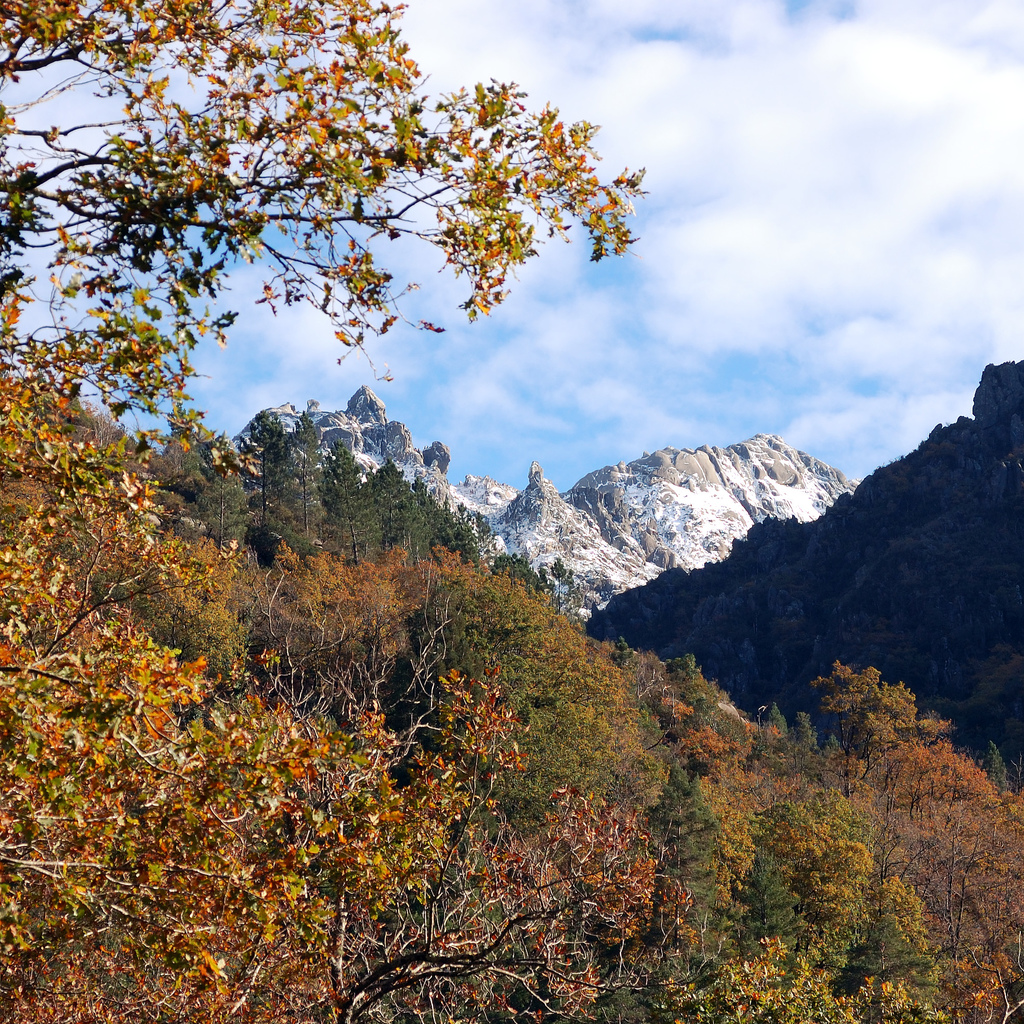
格雷斯山（Serra do Gerês）

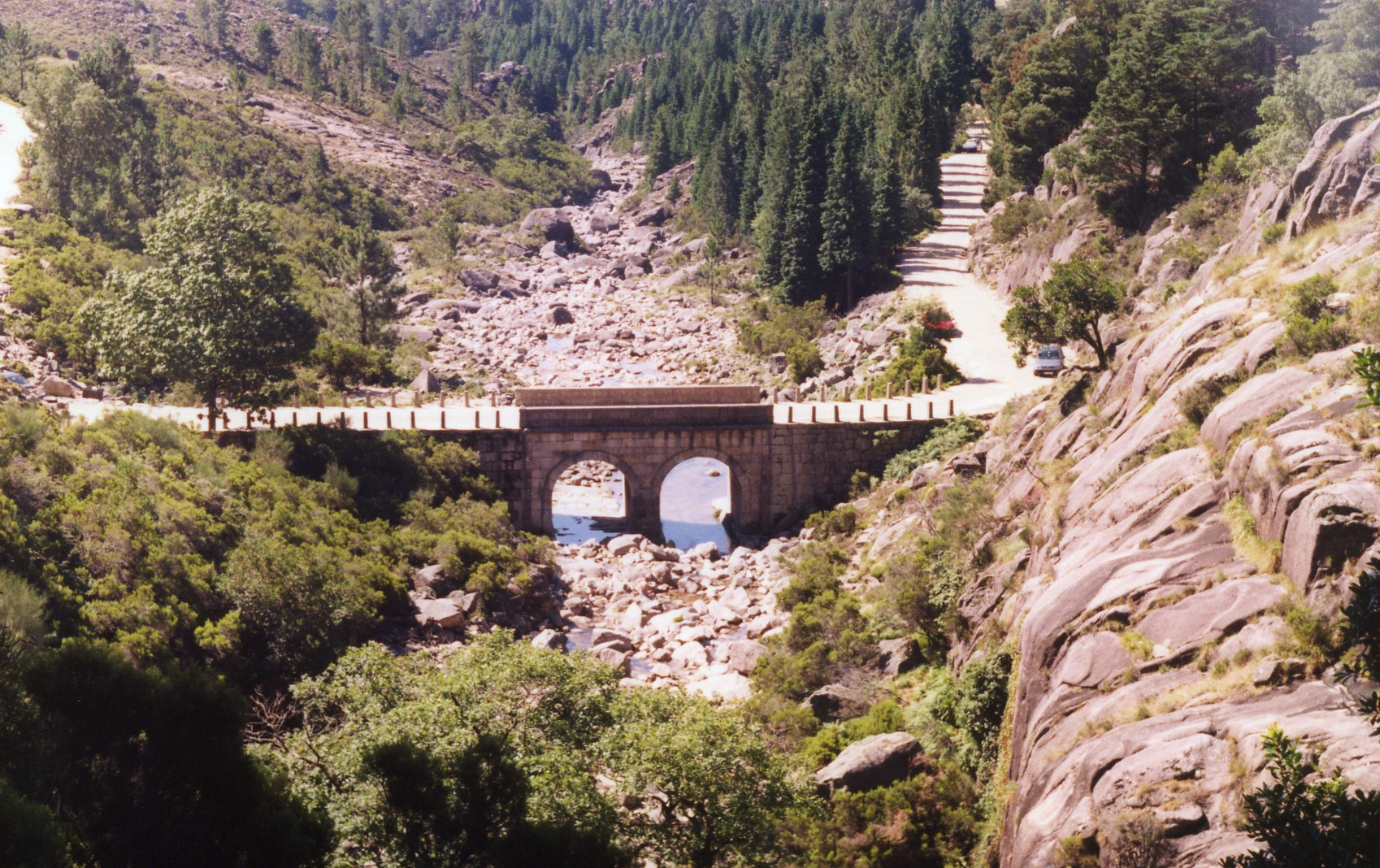
犁河（río Arado）上的古橋

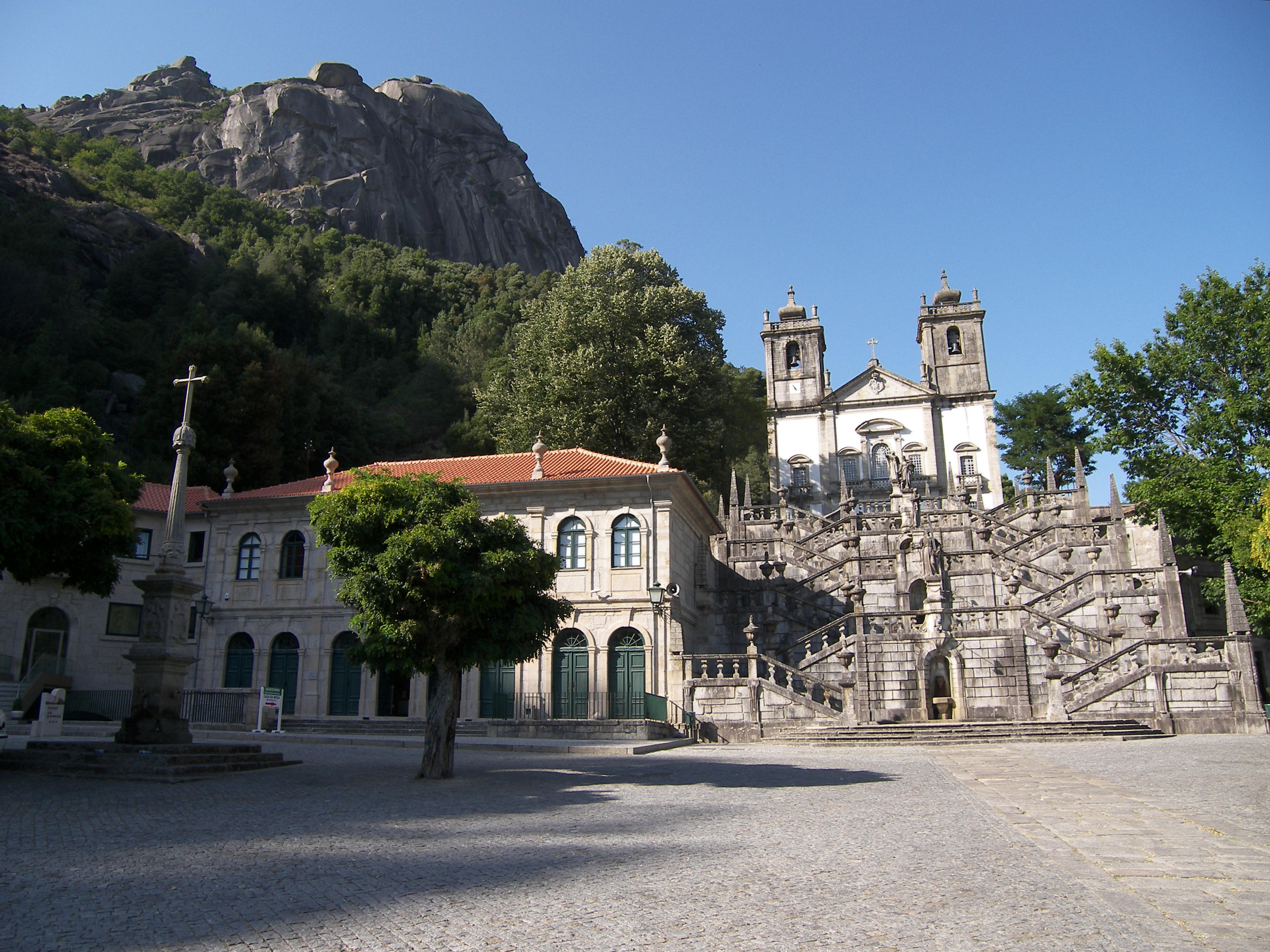
Nossa Senhora da Peneda聖所

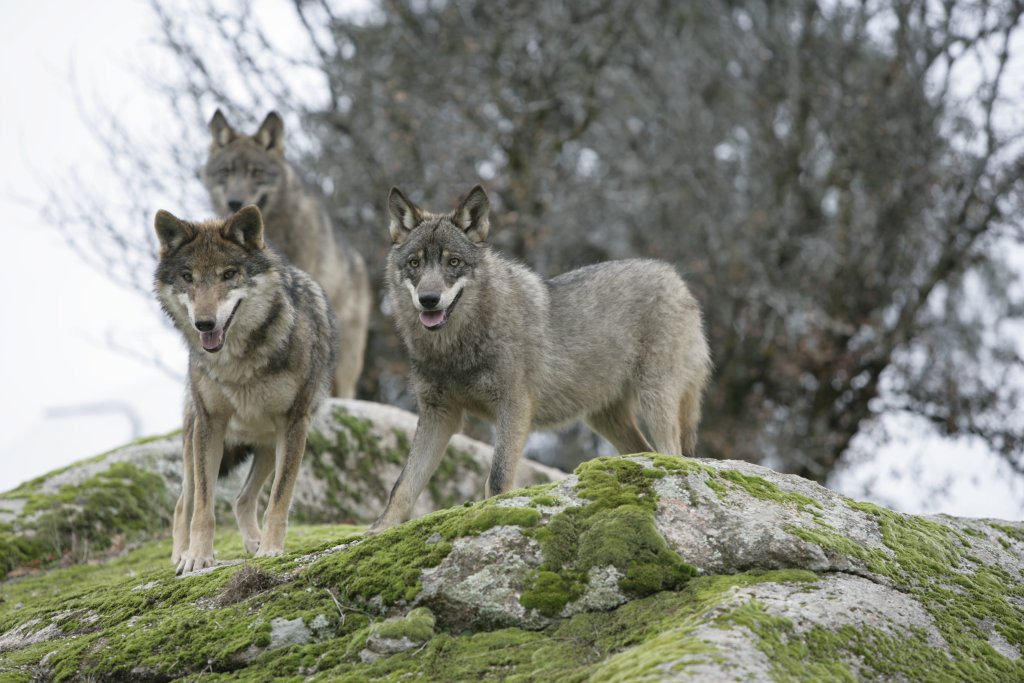
國家公園裡稀有的伊比利狼

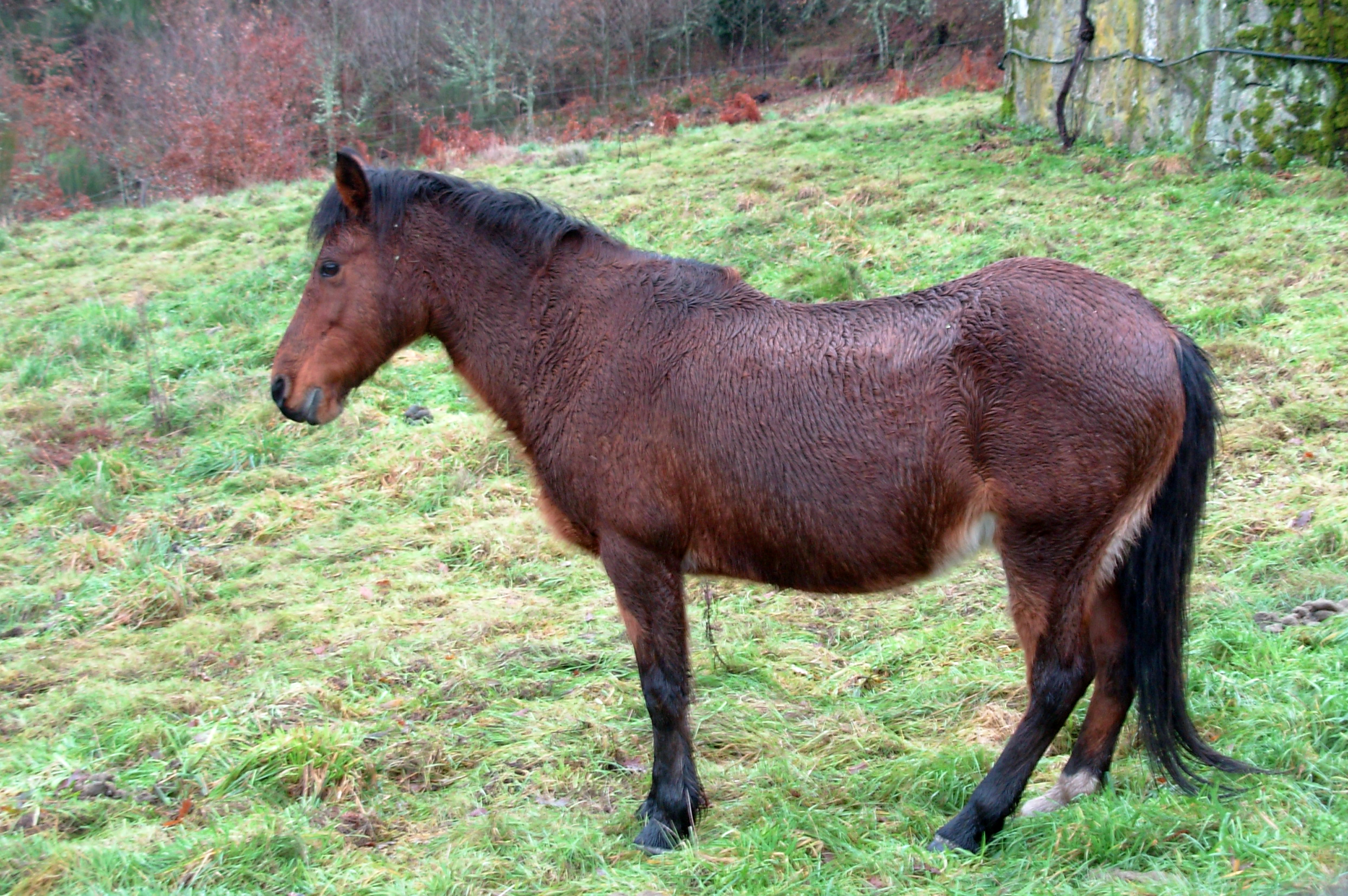
加拉諾馬

佩內達－格雷斯國家公園（葡萄牙語：Parque Nacional da Peneda-Gerês）是按葡萄牙法令於1971年成立的自然保護區，法令規定「在約六萬公頃的廣闊山區保護水、土、動植物和景觀」，是葡萄牙唯一的國家公園，位於葡萄牙最西北，與西班牙加利西亞邊界處。國家公園範圍涵蓋了從佩內達山（Serra da Peneda）到格雷斯山（Serra do Gerês）間的廣闊森林地區，並且因而得名。公園有卡瓦多河和利馬河貫穿，涵蓋了布拉加區、維亞納堡區和雷亞爾城區，面積約70,290公頃。
佩內達－格雷斯國家公園已獲聯合國教科文組織列為生物圈保護區。
當地是葡萄牙的大型自然景點，有罕見而令人印象深刻的山水美景、生態和人文價值以及動（西班牙羱羊、西方狍、加拉諾馬、伊比利亞狼、猛禽）植物（松樹、歐洲紅豆杉、歐洲栗、橡樹和各種藥用植物）。
國家公園有條連接布拉加與西班牙阿斯托爾加的古羅馬道路，當中有兩個重要的朝聖中心，分別是Nossa Senhora da Peneda聖所，以及São Bento da Porta Aberta聖所。

## 历史
可能是由于热雷什山脉的荒凉，人类存在的最古老迹象只能追溯到公元前6000年至公元前3000年；石棚和其他巨石墓散布在该地区，包括卡斯特罗·拉波雷罗和莫雷拉附近。人类活动包括畜牧业和早期农业，考古证据表明森林覆盖率开始下降。
罗马盖拉（Roman Geira）是一条罗马道路，以前连接着阿斯托加（Asturica Augusta）和布拉加（Braccara Augusta），从现在的公园中穿过。沿着霍门河的一长段道路保存完好，留存着一些罗马桥梁和很多里程碑标志。日耳曼的布里部落伴随着苏维汇人入侵伊比利亚半岛，并在加拉埃西亚（现代葡萄牙北部和加利西亚）建立国家。布里人定居在卡瓦杜河和霍门河之间的地区，即后来被称为特拉什杜博鲁（布里人之地）的地区。从梯田式悬崖和斜坡到低地河谷的迁移带来了新的森林砍伐模式。
山区的重新占领始于12世纪，16世纪随着美洲玉米、豆类和土豆的引入而加剧。农田占据了以前的牧场，这些牧场被转移到地势更高的地区，形成了田地、牧场和森林的马赛克拼图。
1935年，政府对未开垦的土地进行重新造林，减少了可用的牧场，并导致了20世纪50年代后持续的农村人口外流。然而，山区居民一年中有一部分时间在两个地方度过，主要是在卡斯特鲁拉波雷鲁附近，这仍然是一种常见的做法。从大约复活节到圣诞节期间，居民们会住在海拔1000米以上的房子里，被称为branda（来自葡萄牙语brando，意思是“温和”）。在一年的剩余时间里，这些居民将在河谷中居住，被称为inverneira（源自葡萄牙语inverno，意为“冬天”）。
1970年，在霍门河上修建大坝，维拉里尼奥-达斯-弗尔纳斯村被洪水淹没。在降雨量较低的年份，村庄的废墟矗立在水面上，吸引了相当多的游客。
国家公园的创建（根据1971年5月8日第187/71号法令完成）设想了一个山区空间规划区，以保护环境，同时允许开展人类和自然资源活动，其中包括教育、旅游和科学项目。除了保护葡萄牙西北部广大山区的景观外，其核心是保护土壤、水、动植物。
1997年，佩内达·热雷什公园被纳入Natura 2000网络，并于1999年被指定为野生鸟类特别保护区。此外，它还包括一个重要的天然林区域，该区域是欧洲生物遗传保护区网络的一部分，并被国际自然保护联盟确认为国家公园。2007年，它被PAN公园网络接受，该网络根据自然保护、文化服务和可持续性的严格标准认证了质量保护区域。

## 地理
佩内达·热雷什国家公园位于葡萄牙西北部，穿过梅尔加苏市、阿尔库什迪瓦尔德维什市和蓬蒂达巴尔卡市（维亚纳堡区）、特拉什杜博鲁（布拉加区）和蒙塔莱格里（雷阿尔城区）。公园占地面积702.90平方公里，其中52.75平方公里为公共土地，194.38平方公里为私人土地，其余455.77平方公里为公地。

### 自然地理

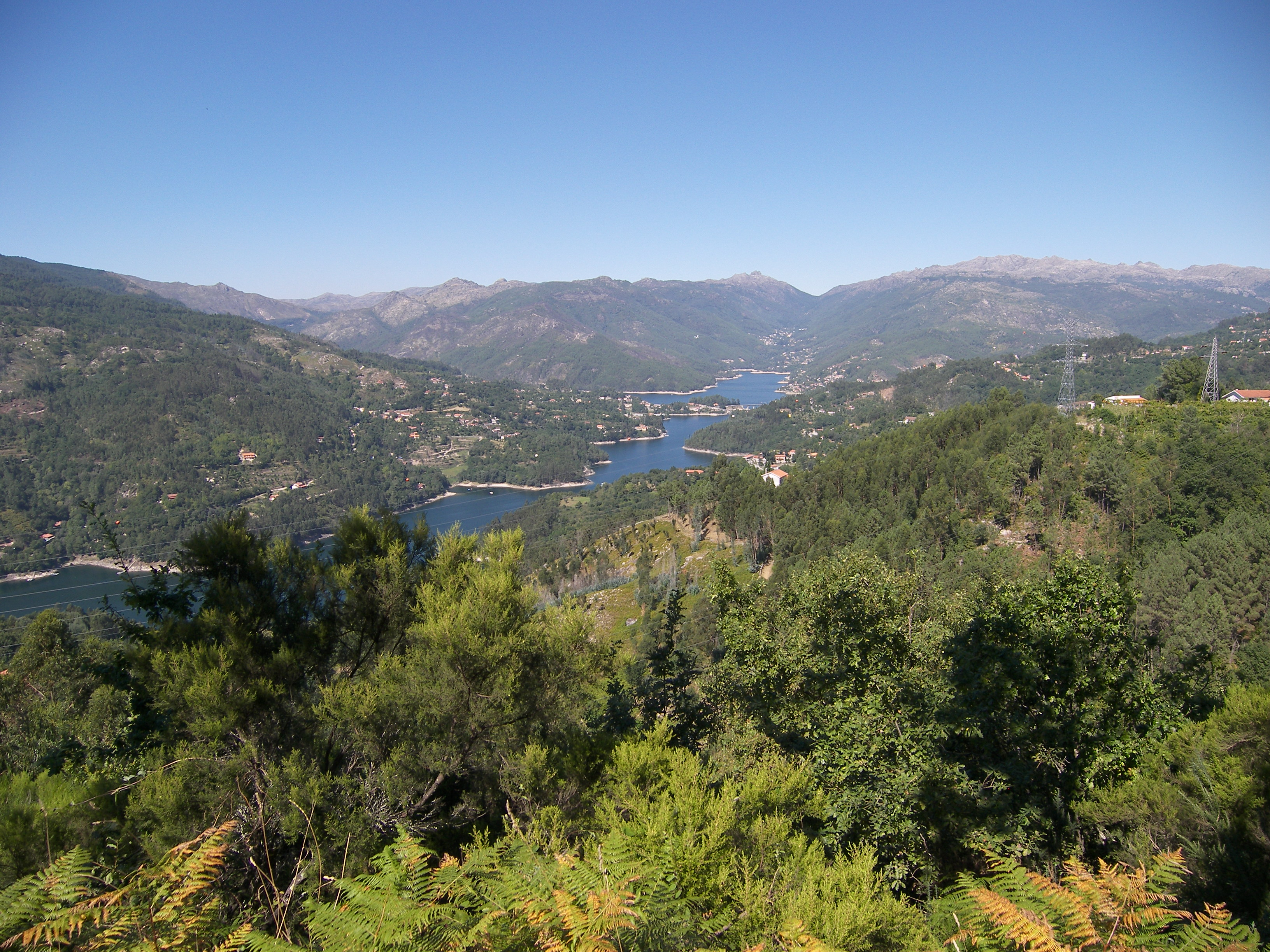
利马河和国家公园内的地貌景观

该公园是一个巨大的圆形空间，由地质力、风和水在华力西造山运动期间雕刻而成，从卡斯特鲁拉博雷鲁延伸到莫雷拉高原，包括佩内达山脉、索阿茹山脉、阿玛雷拉山脉和热雷什山脉。它们在西部的海洋平原和东部的高原之间形成了一道屏障。最高峰是佩内达峰（1340米）、索阿茹峰（1430米）、阿玛雷鲁峰（1350米）、热雷什峰（1545米），卡布隆埃什台地（1538米）位于加利西亚边界处，作为舒雷斯山脉的一部分。
主导这个地盾的花岗岩是在3.8亿年至2.75亿年的大陆碰撞过程中沉积的，这一碰撞将伊比利亚半岛下部与欧洲结合在一起；它们中最古老的一个位于阿玛雷拉，可以追溯到3.1亿年前。公园内最广泛的花岗岩是佩内达热雷什深成岩体，这是一个暴露的地貌，在2.9亿年前被热雷什-洛维奥什断层暴露。4.35-4.08亿年（志留纪）之间沉积的沉积层变形并变质为片岩、杂砂岩和石英岩。此外，石英和细晶岩形成的岩脉和岩床也被矿化，产生锡、钨、钼和金（这将成为人类时代采矿的焦点，在卡里什和博拉热鲁有已关闭的矿场）。通常，岩性结构可分为三层。
- 热雷什花岗岩结构-包括热雷什、保菲图、卡里什、博拉雷鲁和提埃拉什，由特殊的矿物学和地球化学侵入体组成，这些侵入体发生在海西期断层的第三阶段，由基性岩浆的分化引起。这些地区的地形包括强烈的起伏，圆形的花岗岩岩相，如佩内达山脉；
- 较老的花岗岩结构-包括一组非常不均匀的梅济乌、索阿茹、阿玛雷拉山脉、里诺索、帕拉达、托雷姆、佩德拉达、热尔米尔、塞泽列和弗拉迪什，其质地和成分变化很大，这是由于各种材质与表面污染的地壳融合造成的；
- 沉积地层-包括沉积在志留纪水域并在泥盆纪变质的沉积物，以及第四纪产生的碳和更新的沉积物。第一组主要包括片岩和石英长石、杂砂岩和石英岩以及变质晶体，如红柱石、堇青石和硅线石。这些沉积矿床主要保存在两个线性斑块中：安塔什山谷和洛里萨，位于卡斯特鲁洛博雷鲁附近，两个花岗岩结构之间。最近的地质构造是由河流、暴雨和冰川沉积物形成的。

更新世期间（约180万-1万年前），气候变化导致冰川区向中纬度延伸。 虽然现在没有冰川遗迹，但在佩内达山脉、索阿茹山脉和热雷什山脉山脉中发现了冰川时代的产物（U形山谷、冰碛、冰川沉积物、磨光的天然花岗岩表面）。穿过公园的主要流域是米尼奥河（占公园的2%）、利马河（47.8%）和卡瓦杜河（50.2%），除了一些次要支流（如霍门河、拉巴冈河、卡斯特鲁拉波雷鲁河和阿拉杜河）外，许多山坡上都有小溪和瀑布。利马河从东向西穿过国家公园，而卡瓦杜河则流经雷阿尔城区和布拉加区的南部边界。景观中的裂缝将河流限制在深而直的山谷中，在未覆盖的较高海拔地区可见的年轻花岗岩露头中可见。由于支流数量众多，已在上拉巴冈、帕拉德拉、卡尼萨达、维拉里尼奥-达富尔纳、托维杜和林多苏六个地点修建了水力发电大坝。
高地和倾斜空间内不存在土壤，而且山谷非常深，通过雨水作用沉积和运输。这些地层有纹理，可渗透，易于加工，尽管一致性较弱，并以当地农业的特点为标志。生物量的增加和降水量的增加，以及秋冬低温，是pH值水平变化的原因。不完全分解的有机物质含量升高，磷含量低，钾含量间歇性高低变化，属于冲积式的沉积。

### 气候

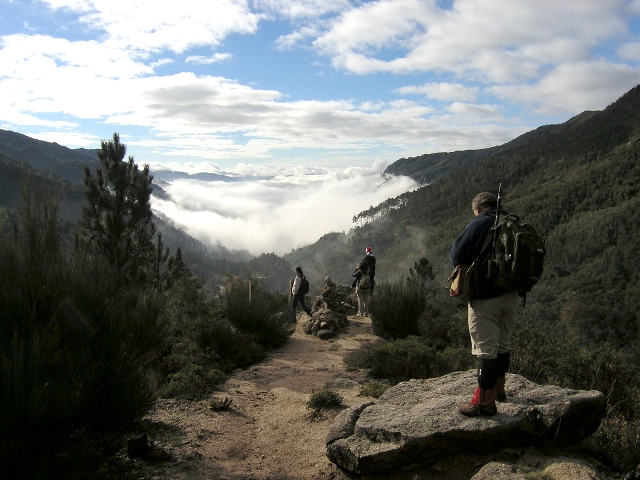
特拉什杜博鲁山谷中形成的雾气

佩内达-热雷什国家公园地区位于大西洋和地中海环境之间的过渡地带，受到各种气候系统的影响：大西洋、地中海和大陆。它的气候很大程度上受地形的影响；山脉对来自大西洋的湿热气团的通过起到了屏障作用，导致全年降水量增加。
它位于葡萄牙（和欧洲）受到极端降雨影响的部分地区，高海拔地区的降雨量为每年3200毫米，低海拔地区为每年1600毫米，每年有130多个雨天。日平均高温在10°C到21°C之间，有一些变化；高地的平均高温约为11°C，范围从4°C到20°C，是葡萄牙为数不多的海洋性气候地区之一，而山谷地区（如奥门河、利马河和卡瓦杜河流域）的气候更温暖，每日最高温度在12°C到28°C之间（平均20°C），过渡到炎热夏季的地中海气候。
因此，该地区容易受到各种微气候的影响，受海拔、地形特征、人类职业、不同暴露和热变化的影响。同样，这种差异导致了地中海、欧洲-西伯利亚和阿尔卑斯山环境中植被特征的互换。

### 生物
里瓦斯-马丁内斯将热雷什山脉和卡布雷拉山脉的山麓（塔梅加、阿维和卡瓦杜流域下方的土地）定义为欧洲-西伯利亚和地中海生物种群区域之间的边界，赋予国家公园重要的花卉和植物地理意义。

#### 植物

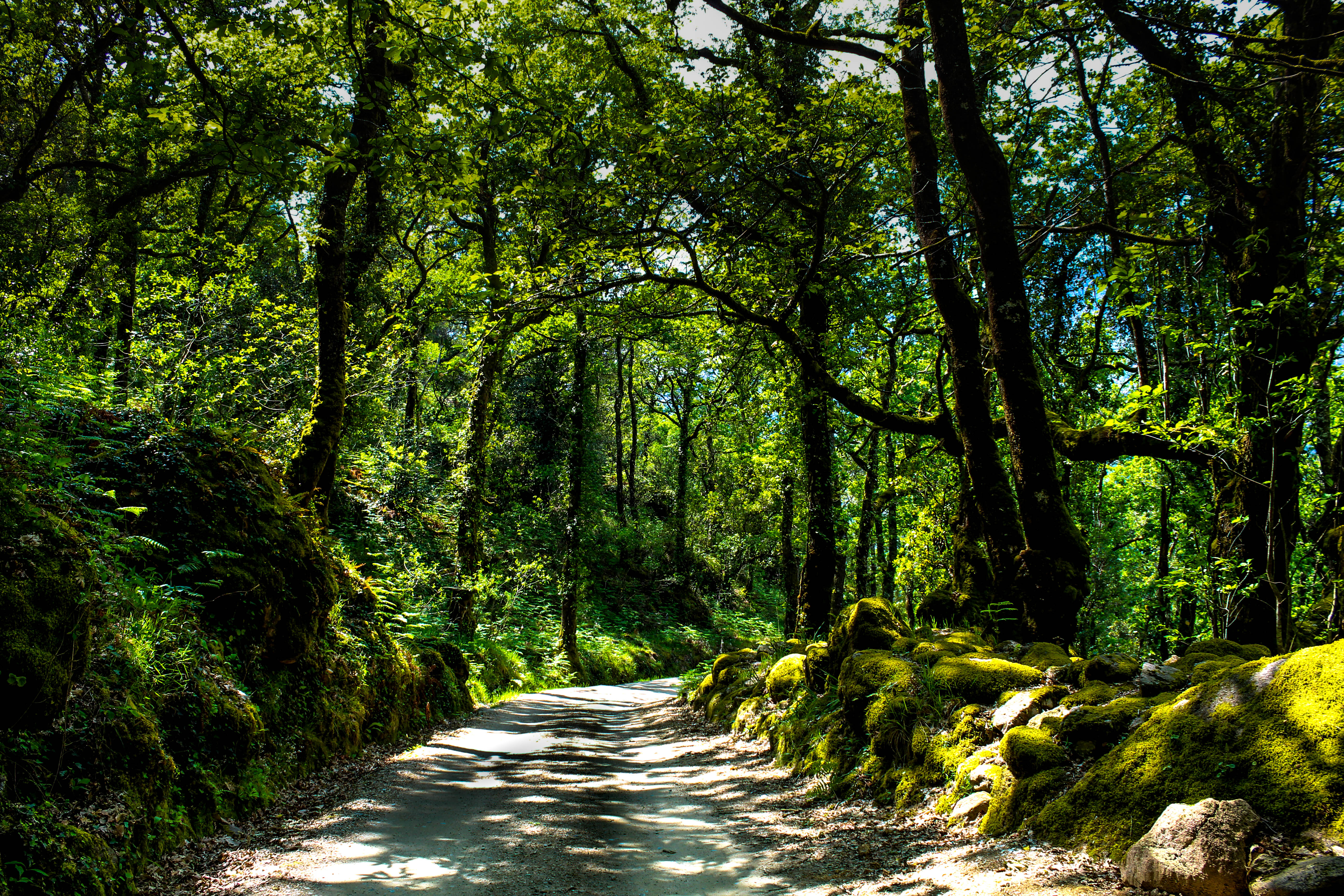
佩内达-热雷什国家公园内的温带阔叶混交林

热雷什山脉、阿玛雷拉山脉、佩内达山脉和索阿茹山脉以及莫雷拉和卡斯特鲁卡博雷鲁高原的生物量覆盖率由四个不同的生物群落主导：栎树林、灌木林、沼泽和河岸植被。
植物区系多样性包括823个维管分类群，分布在128种自然植被中。 栎树林在整个公园很常见，尤其集中在拉米斯卡尔、佩内达、热雷什和贝雷杜河谷。这些森林地区主要由比利牛斯山栎（Quercus pyrenaica）和夏栎（Queccus robur）之间的组合所主导，它们本身在较低的海拔和裸露的侧翼（Rusceto Quercetum roboris）和典型的大西洋环境（Myretillo Quercetum-roboris）中。
第一种组合通常与欧洲橡树（Quercus rober）、西班牙栓皮栎（Queccus suber）、假叶树（Ruscus acureatus）、岩槭（Acer pseudoplatanus）和葡萄牙桂樱（Prunus lusitanica）有关，而第二种组合将夏栎和比利牛斯山栎与黑果越橘（Vaccinium myrtillus）、草莓树（Arbutus unedo）和欧洲冬青（Ilex aquifolium）有关。在高海拔地区，有成片的夏栎进入它们自己的群落（Holco Quercetum pyrenacia），后者被整合到另一个群落（Quericon robri patrea）中。在人类定居的过程中，这些栎树一直是人们大量使用的对象，导致这些空间普遍退化为灌木林。
灌木和灌木林是其余空间（公园的74%）的特征，[8]主要是侏儒（小叶荆豆）和欧洲荆豆和欧石楠（Erica umbellata和Calluna vulgaris），在高海拔地区混合了刺柏（刺柏属）和南部石楠，而在低海拔地区，灌木林包括十字石楠、侏儒荆豆、多塞特石楠（Erica ciliaris）和圆叶茅膏菜（Drosera rotundifolia），淡色捕虫堇（Pinguicula lusitanica）、沼泽堇菜（Viola palustris）和紫沼地草（Molinia caerulea）。
河道沿岸的河岸和沼泽地也是罕见的链蕨（Woodardia radicans）、甘南沼柳（Salix repens）、毛桦（Betula pubescens）、落叶灌木（Spiraea hypericifolia）、葡萄牙露珠草（Circaea lusitanica）和白芷草本植物（angelica laevis）的地盘。
塞拉和卡瓦略（1989）确定有627种植物处于压力之下并被视为濒危物种，其中包括两种药用植物：浆果金丝桃（Hypericum androsaemum）和圆叶茅膏菜（Drosera rotundifolia）。根据植物物种保护名录和UICN类别：18种被认为有灭绝风险，17种易危，1种罕见。他们还确定了两个在公园边界内灭绝的物种：老鹳草（Geranium lanuginosum）和手参（Gymnadenia conopsea）。有三种特有种。已经确定的威胁这些栖息地的因素包括：自然和人为火灾、使用森林作为木材燃料和农业使用栖息地。

### 动物

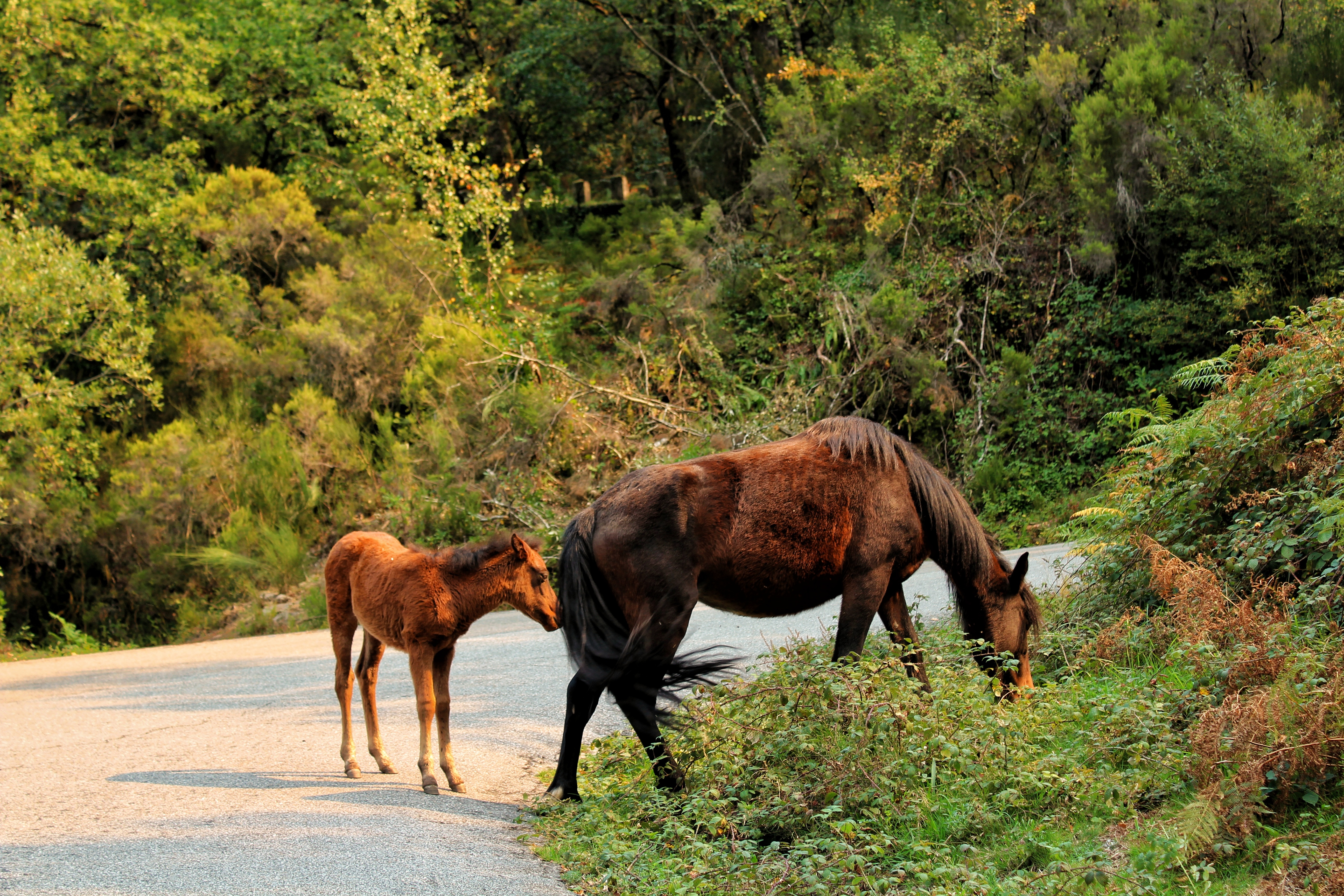
从史前时代开始加拉诺野马就生活在这片区域

许多对公园居民物种的研究都集中在马塔什德阿尔贝加里亚/帕雷罗什地区，传统上被认为是公园的“心脏”。波尔图大学和米尼奥大学的科学院的工作集中在少数哺乳动物（比利牛斯鼬鼹、欧亚水獭、西方狍和野猪）、爬行动物和鱼类上。这些研究调查了物种数量和影响其栖息地的因素。
在公园边界内发现了大约235种脊椎动物，其中200种受到威胁或受到保护。其中包括三种处于压力下的蝙蝠（在现有的八种蝙蝠中）：马铁菊头蝠（Rhinolophus ferromequinum）、小菊头蝠（Rhiolophus hipposideros）和地中海菊头蝠（Rhinolophus euryale）。其他特别重要的物种：伊比利亚鼩（Sorex granarius）、松貂（Martes Martes）、斑猫（Felis silvestris）、金纹伸舌螈（Chioglossa lusitanica）和金鼻蝰（Vipera latastei）。
一些当地物种受到《欧洲野生动物和自然栖息地保护公约》的保护。欧亚红松鼠（Sciurus vulgaris）是公园里常见的另一种物种，其栖息地在葡萄牙大陆受到限制和边缘化。在离开葡萄牙领土四个世纪后，其种群于1985-1986年在维亚纳堡重新记录到。在阿尔贝加里亚、拉马什德莫鲁和佩内达山脉也有记录在案的目击事件，而在西班牙边境也有类似的遭遇。作为公园象征的西方狍在公园边缘大量繁殖，在那里它们可以找到住所和食物。

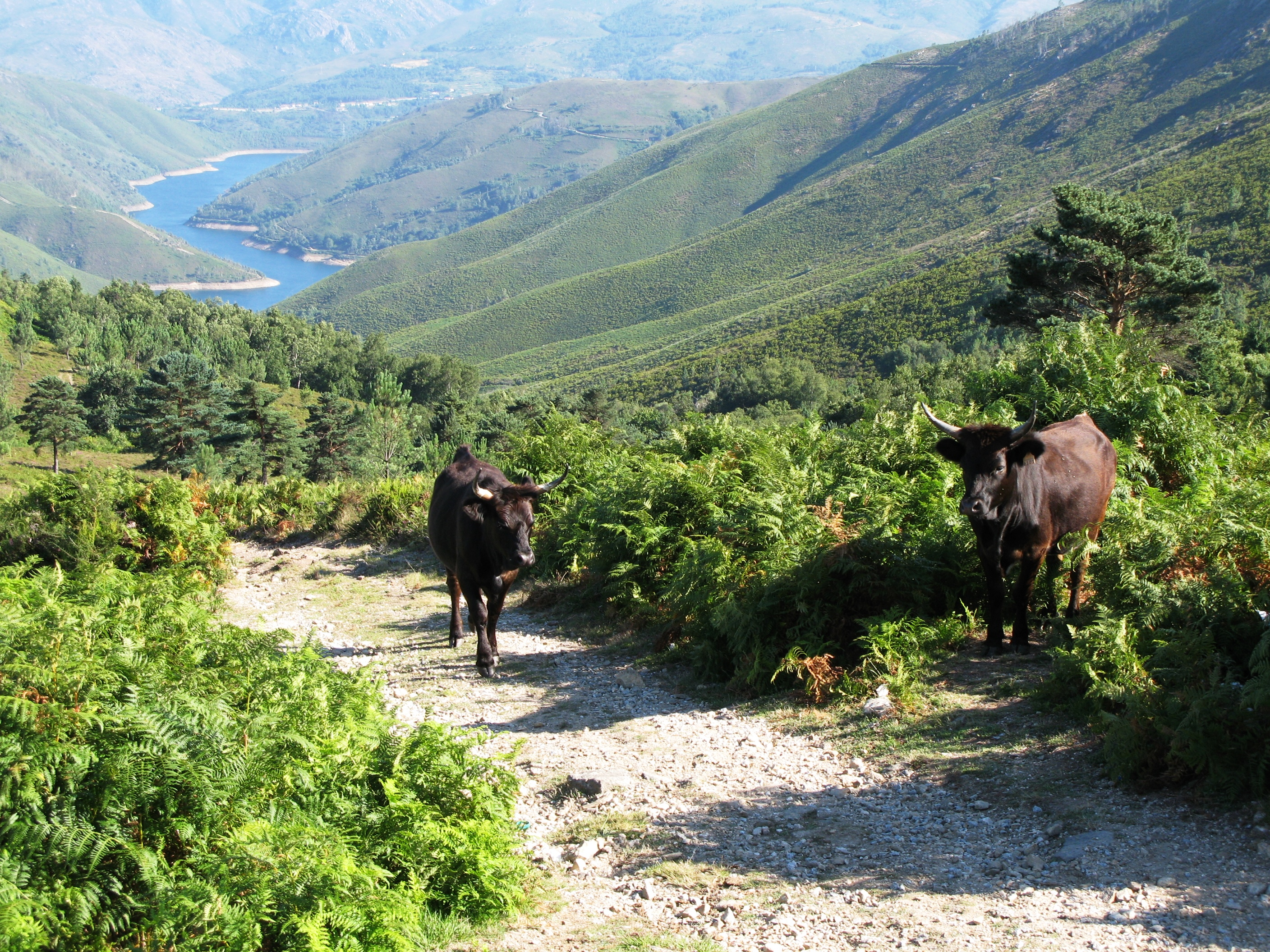
公园里的野化牛

与此同时，其他哺乳动物，如伊比利亚狼（Canis lupus signatus）的种群已经随着人类的入侵而崩溃，而样本数量有限。与金雕一样，狼也被视为对牲畜的威胁，几乎被猎杀到灭绝，尽管自20世纪末以来一直受到法律保护。棕熊于17世纪从该地区消失，已灭绝的葡萄牙羱羊（Capra pyrenaica lusitanica），当地人称热雷什山羊，最后一次被发现是在19世纪90年代。一个多世纪后，来自加利西亚的西班牙羱羊自然地重新占据了其空置的生态位，到2011年，它们的数量约为100只。
值得一提的是加拉诺马（或米尼奥马），这是一种小型马种，是加利西亚小马和安达卢西亚马的祖先，它们大多生活在野外，但是一种温和的品种，对人类没有明显的恐惧。在很长一段时间内，这些马渗透到维拉利尼奥-达斯-弗尔纳斯的农场（在大坝建设被淹没之前），但后来在1979年后开始在葡萄牙-西班牙边境之间自由活动。
佩内达-热雷什公园有147种鸟类，尤其是边境南部的莫雷拉地区。在该地区，尽管全年（考虑到气候和季节）可能会有所不同，但大约有36种物种在该地区筑巢。在这个公园里特别值得注意的是：白尾鹞（Circus cyaneus）、鹃头蜂鹰（Pernis apivorus）、扇尾沙锥（Gallinago Gallinago）、红背伯劳（Lanius collorio）、黄鹀（Emberiza citrinella）、园林莺（Sylvia borin）和草原石䳭（Saxicola ruptera）。对于草原石䳭来说，莫雷拉地区是葡萄牙独特的筑巢地，而红背伯劳和黄鹀仅限于卡斯特鲁卡博雷鲁高原和公园的北部角落。

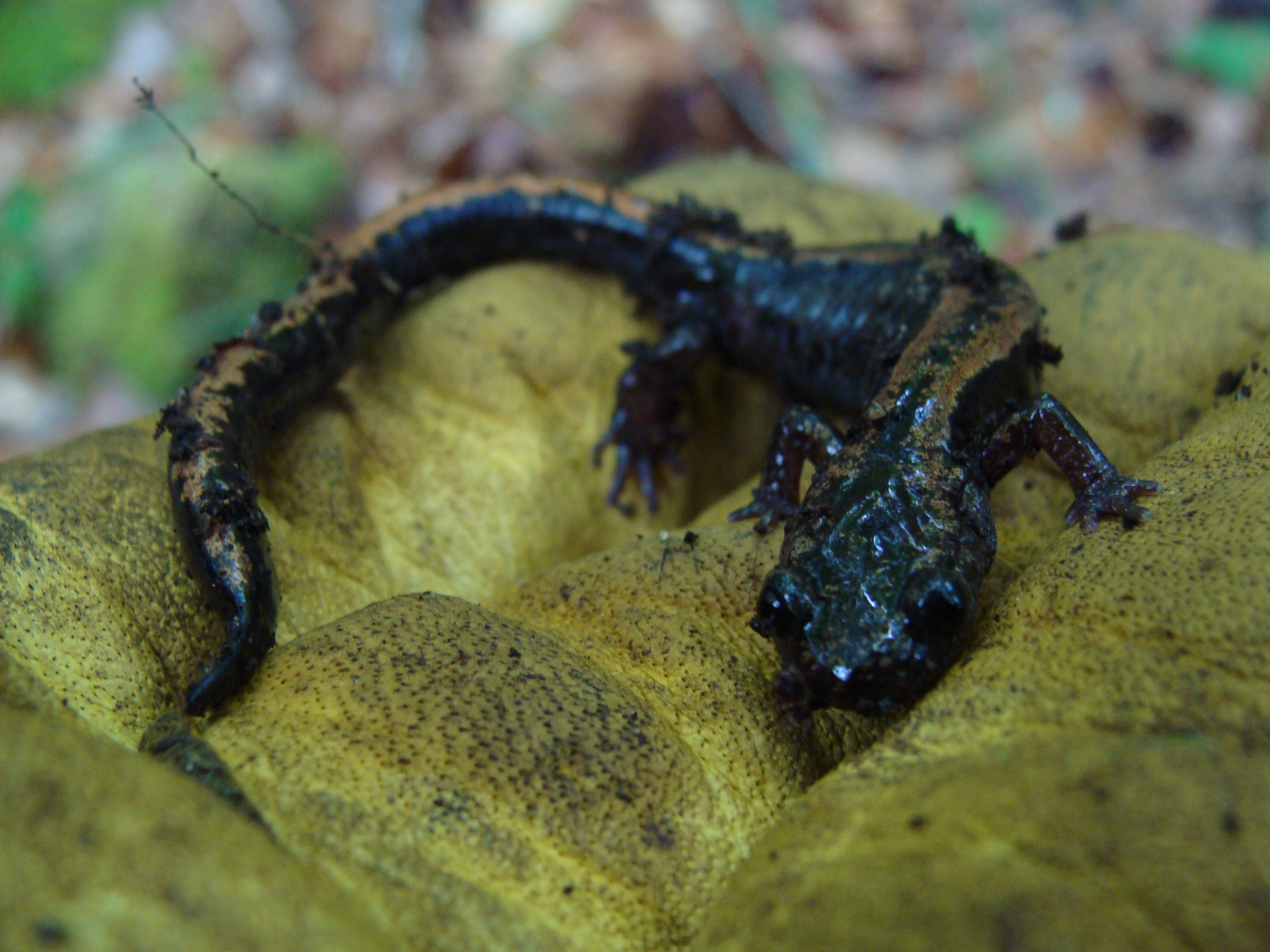
金纹伸舌螈是公园里的本地物种，在山区潮湿地区，它高度依赖清澈、氧气充足的溪流。尽管在热雷什很常见，但就其分布而言，它仍然属于易危物种

同样重要的是要强调的是金纹伸舌螈（Chioglossa lusitanica），它是伊比利亚半岛西北部的特有物种，通常与降水量增加的山区有关。
公园的水域里充满了各种各样的物种，由于鳟鱼数量丰富，通常被称为“Rios truteiros”（鳟鱼河）。尽管种群数量有所减少，但鲑鱼种群仍在公园的河流中产卵。
佩内达·热雷什生物区中有代表性的物种包括：
- 比利牛斯鼬鼹（Galemys pyrenaicus），通常局限于伊比利亚半岛北部和法国比利牛斯山；
- 欧亚水獭（Lutra Lutra），一种食肉动物，很好地适应了公园的水域，但在整个欧洲，它的数量正在减少，它栖息在水道中，并利用河岸作为庇护所；
- 伊比利亚翡翠蜥蜴（Lacerta schreiberi），原产于伊比利亚半岛西部，栖息在植被保护的山区河谷；
- 伊比利亚蛙，常见于葡萄牙、伊比利亚西北部和山区。

### 生态区域、分区和管理计划

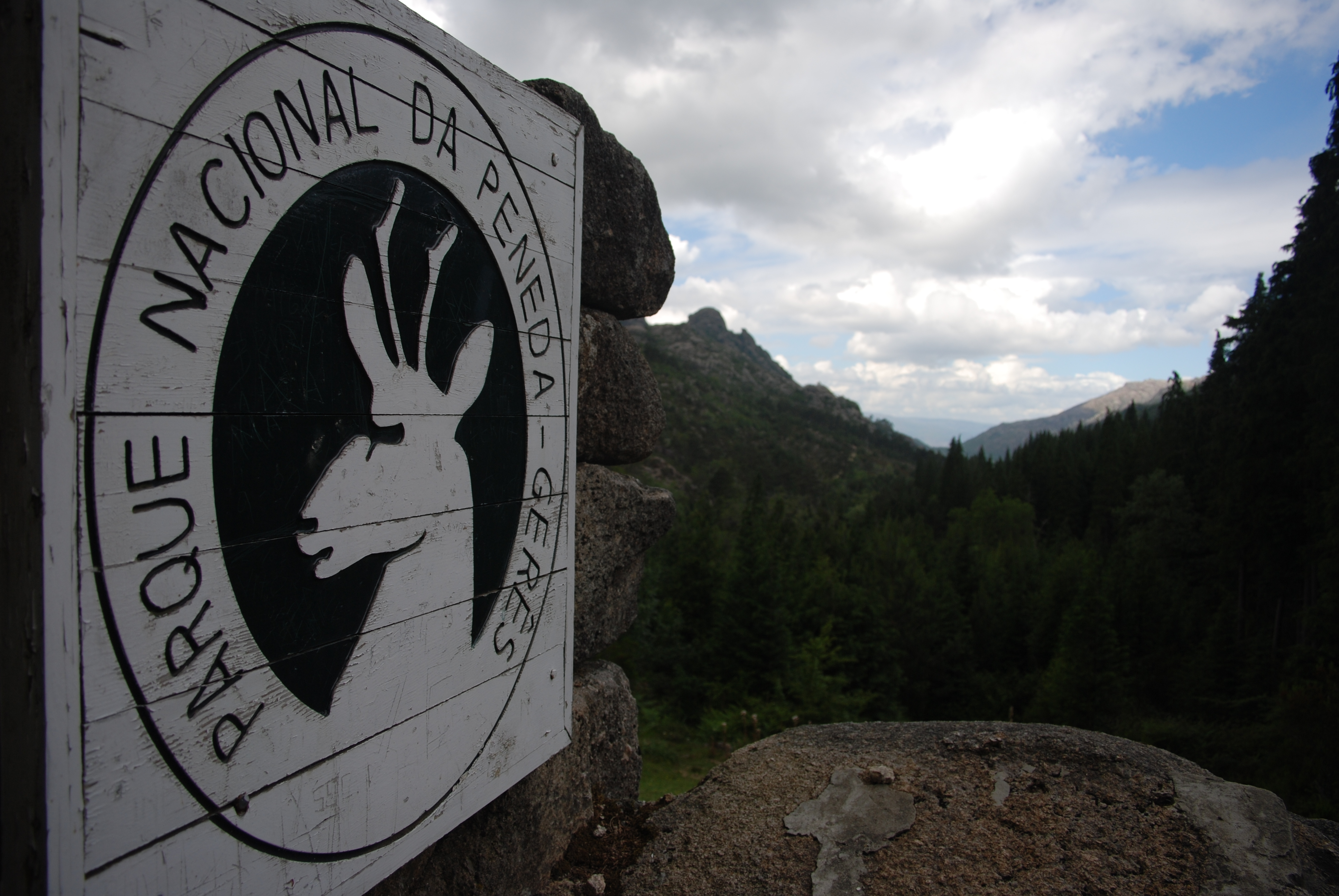
热雷什附近的国家公园标志

1971年，佩内达-热雷什被归类为国家公园，这源于一系列规则/要求，这些规则/要求旨在允许：谨慎使用公园资源，保护现有的动植物物种，允许继续共栖，同时为科学、教育和旅游调查提供环境。
- 自然环境区（葡萄牙语：Áreas de Ambiente Natural），1991年被定义为三个区域：
  - 综合保护区：保护独特、脆弱、稀有、受威胁或具有代表性的生境和自然要素；
  - 部分保护区：允许进行保护和环境解释；
  - 互补区：自然环境和农村环境之间的过渡区。
- 淡水环境（葡萄牙语：Ambientes Dulçaquícolas）：提供管理和保护手段，以不断保护现有的水环境。公园位于山地花岗岩地貌中，其特点是狭窄的水道、不规则的斜坡和未矿化、高含氧、半酸性、冷水温，这些都是生态系统的基础。因此，它的重要性导致了对淡水环境的三级分类，其特征是现有的自然资源和每种环境中允许的活动。
- 鸟类兴趣区（葡萄牙语：Sítios de Interesse Orintológico）：内维什等人编制了鸟类物种保护区。

2011年，佩内达-热雷什国家公园发布了一项新的管理计划，定义了5个保护级别：总保护区、部分保护区（一级和二级）和补充保护区（一级和二级）。该管理计划基于生物多样性保护和荒野保护方法的结合。该计划基于对保护区所有可用信息和文献的最新综合。

### 人文地理

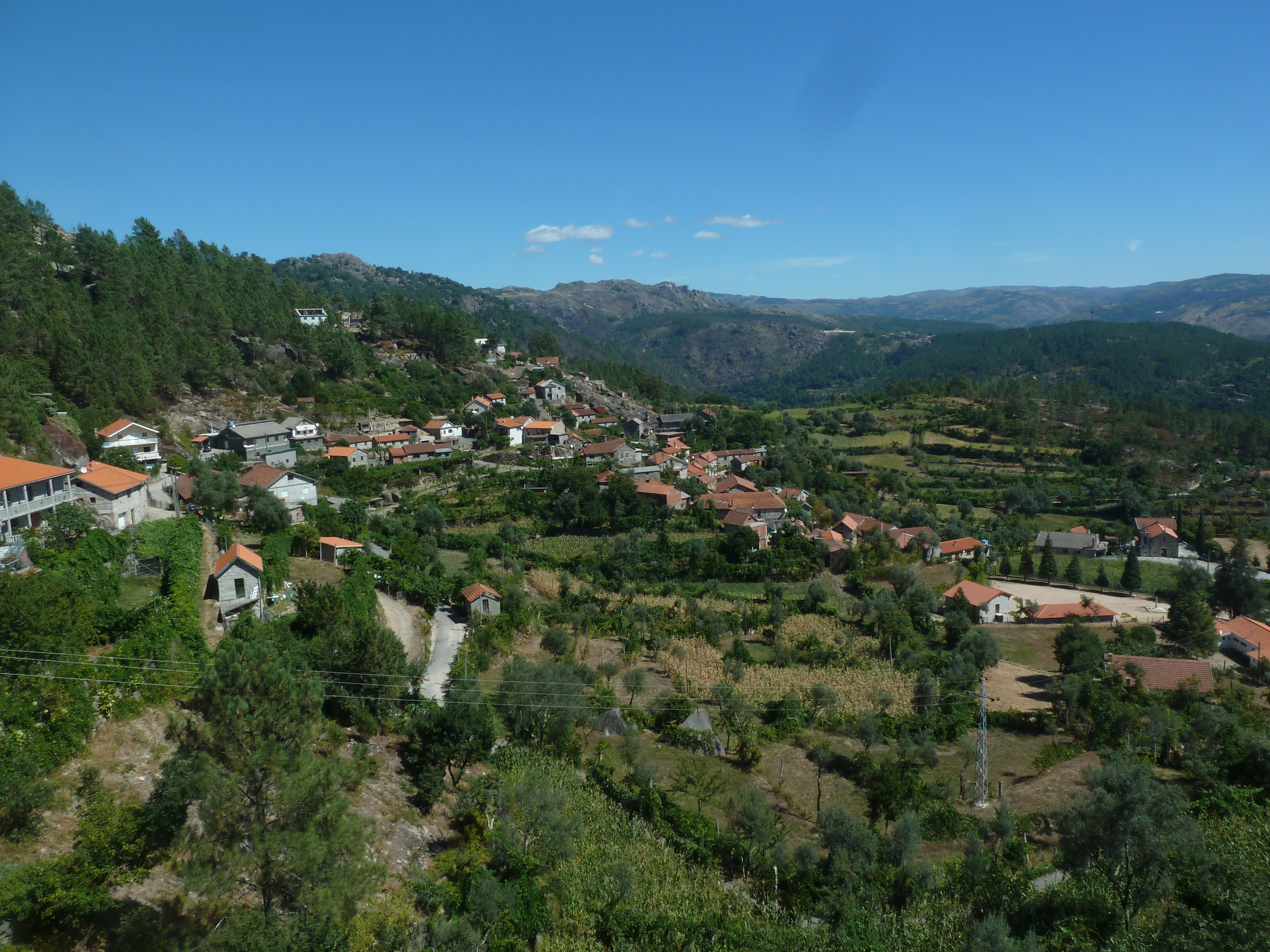
热雷什地区的定居点，摄于2013年

尽管整个北部大区的人口增长不稳定，但佩内达-热雷什国家公园（1981年至1991年）、梅尔加苏（-16.8%）、阿尔库什迪瓦尔德维什（-13.4%）、蓬蒂达巴尔卡（-6.1%）、特拉什杜博鲁（-7.2%）和蒙塔莱格里（-20.3%）的行政单位的人口普遍减少。根据1991年人口普查，人口为9099人，比1981年登记的10849人减少了16%。民间堂区之间没有正负差异；在PNPG权力范围内的民间堂区中，其人口下降比从0.8%（维拉尔达维加）到38.6%（塞泽列）。
这些居民主要集中在各种聚集区：相互分离的小核心；沿道路延伸的建筑物；一些孤立的群体；牧场农业道路沿线的建设；以及三个或三个以上被牧场隔离的家庭。因此，存在六个均质区：
- 卡斯特鲁拉博雷鲁和拉博雷鲁河谷——由短距离隔开的小聚集区组成。山区社区的居民一年中有一部分时间在两个地方度过，主要是在卡斯特鲁拉博雷鲁附近，这仍然是一种常见的做法。从大约复活节到圣诞节，居民们会住在海拔1000米以上的房子里，被称为branda（来自葡萄牙语brando，意思是温和）。在一年的剩余时间里，这些居民会迁在河谷中居住，被称为inverneira（葡萄牙语为Inverno，意思是冬天）；
- 佩内达山脉和索阿茹山脉——小型田园聚集地，拥有不同的夏季和冬季住宅；
- 利马山谷和阿玛雷拉山脉——利马山谷由两个或多个由住宅线连接的聚集区组成，而在阿玛雷拉山脉，人口集中在孤立的地区；
- 热雷什山谷——卡尼萨达大坝和温泉浴场周围的旅游业发展导致了现有住宅不受控制的重建、重建和扩建，尽管沿着山谷的通道已经呈现出扩建的趋势；
- 加布里尔-热雷什——卡瓦杜河和萨拉蒙德大坝沿线的陡峭地区，建筑物集中在通道沿线以及加布里尔河，牧场位于聚集区之间；
- 莫雷拉/巴罗苏高原——向南、东南和西南延伸，该高原是一系列聚集区，由建成的道路连接。由于佩拉德拉大坝的修建、瓦尔泽亚的扩建导致可耕地、草地和沼泽地的减少。

高地上的一些村庄位于可耕地附近。为了更好地利用这些稀缺的土地而建造的梯田，以及花岗岩墙和茅草屋顶的传统房屋，在一些最与世隔绝的村庄，如皮通埃什达斯儒尼亚什和埃尔米达，为景观塑造了不可磨灭的、和谐的人类印记。

## 研究
在过去的50年里，佩内达-热雷什国家公园一直是葡萄牙生态研究以及其他自然和社会科学最重要的地点之一。恩里克·佩雷拉教授在卡斯特鲁拉博雷鲁的佩内达野外站点进行了大量研究。这些研究着眼于多个尺度上的物种多样性模式及其对景观和多种土地利用的栖息地组成的反应。他们还在2015年为科学记录了一种新的蛾种，佩内达蛾。

## 经济
第一产业主导着公园范围内居民的活动。尽管农业产业仍然很困难，但它仍然超越第二和第三产业，除了特拉什杜博鲁和蓬蒂达巴尔卡，这些产业微不足道。由于无法进入，外部投资潜力减弱，这些产业活动主要集中在该地区的林业勘探、水力发电和旅游业支持方面。但这也是有限的；旅游业通常集中在卡尔达什杜热雷什附近，水力发电没有影响当地经济，与林业一样，也没有看到可观的财富再投资或资本化（产生的收入转移到当地市场之外）。
一级产业虽然贡献最大，但充其量只能维持生计：由老龄化（主要是女性）人口支持；单个地块较小且细分过度；支持家庭或当地客户的生产商；主要集中在个人消费上的生产；糟糕的商业网络；身体和社会孤立，教育支持有限。60%至70%的生产由补贴支持。
园区内民间堂区的工业活动缺乏多样性，并支持家族企业。民用建筑业虽然是更大的经济支持者之一，但对当地收入几乎没有影响，因为大多数就业者来自该地区以外。尽管有一些较大的业务（面包制作、建筑和锯木/木工），但大多数都是小业主运营商，支持当地消费或偶尔的销售。手工生产者经常消失，也没有被大规模生产或类似的供应商所取代。
同样，第三产业的活动是有限的小型经营者；它们通常缺乏多样性，以商业机构为主，专注于当地消费，由家庭经营，不会产生太多就业机会。咖啡馆和餐馆是创业的一个很好的例子，许多餐馆点缀着公园边界的定居点景观，主要是在热雷什地区。其他服务业活动集中在城市化的市镇和较大的村庄，其中许多更具活力的核心是邮政服务、银行、G.N.R.邮政或卫生中心。

## 巴罗素农林牧业系统

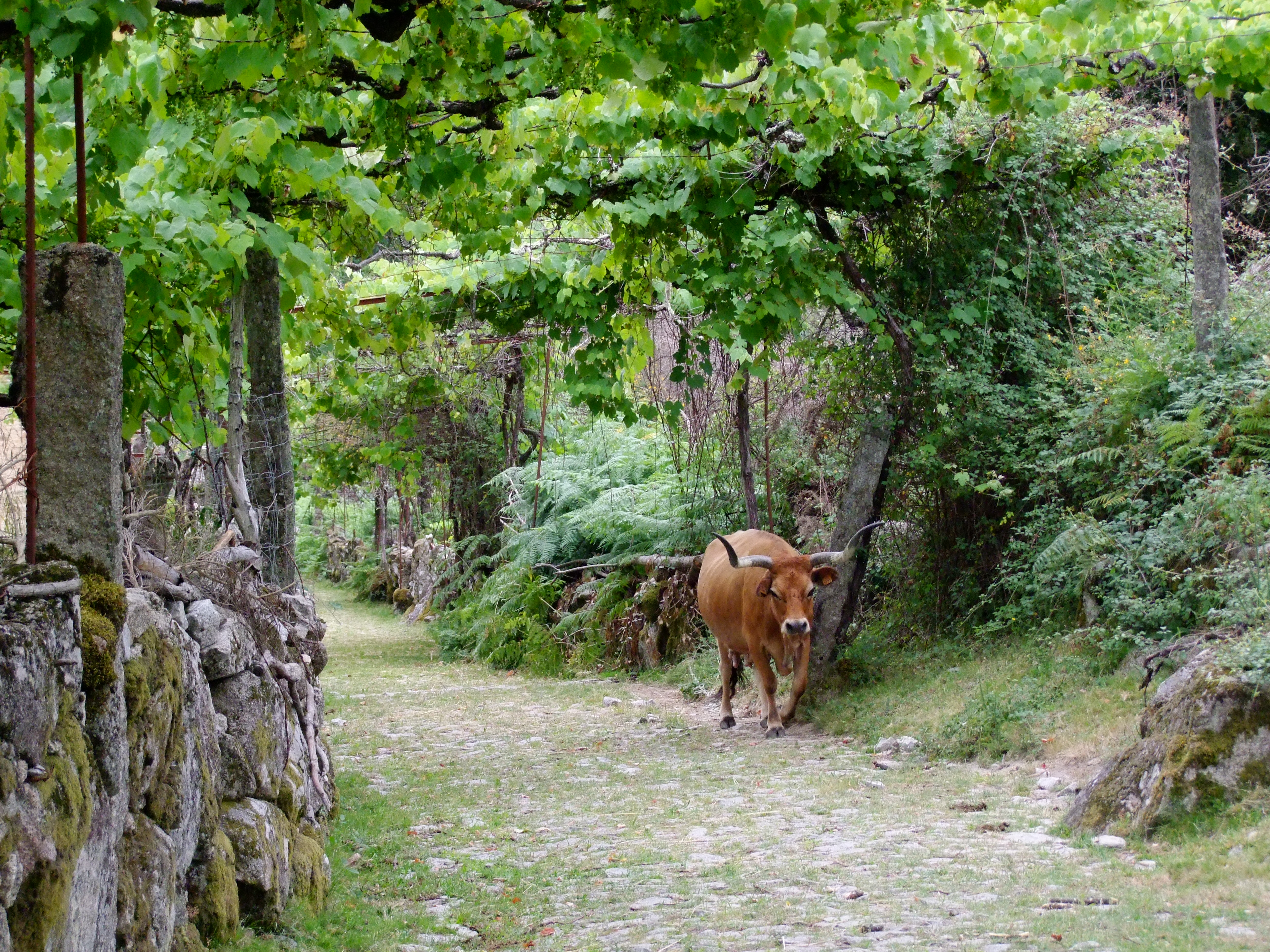
林中的巴罗桑牛种，具备欧盟农产品地理标示和传统特产标识

2018年，巴罗素农林牧业系统（BASP）是首批被联合国粮食及农业组织指定为“全球重要农业遗产系统”（GIAHS）的欧洲遗址之一。BASP与佩内达-热雷什国家公园融为一体，因为它与自然和谐相处。在2018年世界上存在的57个GIAHS中，只有6个是在欧洲指定的。当地的巴罗桑牛长着弯曲的长角，可以长到100厘米以上。这些动物在传统的牧场和沼泽地上自由放牧，条件对它们的生活来说是理想的。牛享受着这些地方特有的纯净自然，对景观保护和生物多样性以及农村经济的可持续性做出了巨大贡献。巴罗桑牛因其古老的遗传基因而被广泛研究。

## 旅游
公园试图同时鼓励和控制旅游业，因为公园的性质不会阻止大量的游客流动。因此，这里有六个小型露营地，并标记了几条徒步小径，因此相对容易找到许多最有趣的景点，如卡斯特鲁拉博雷鲁和卡尔塞多尼亚的城堡和皮通埃什达斯儒尼亚什的修道院。在描述一些当地特色时，梅齐奥的小径是一个特别值得关注的问题。

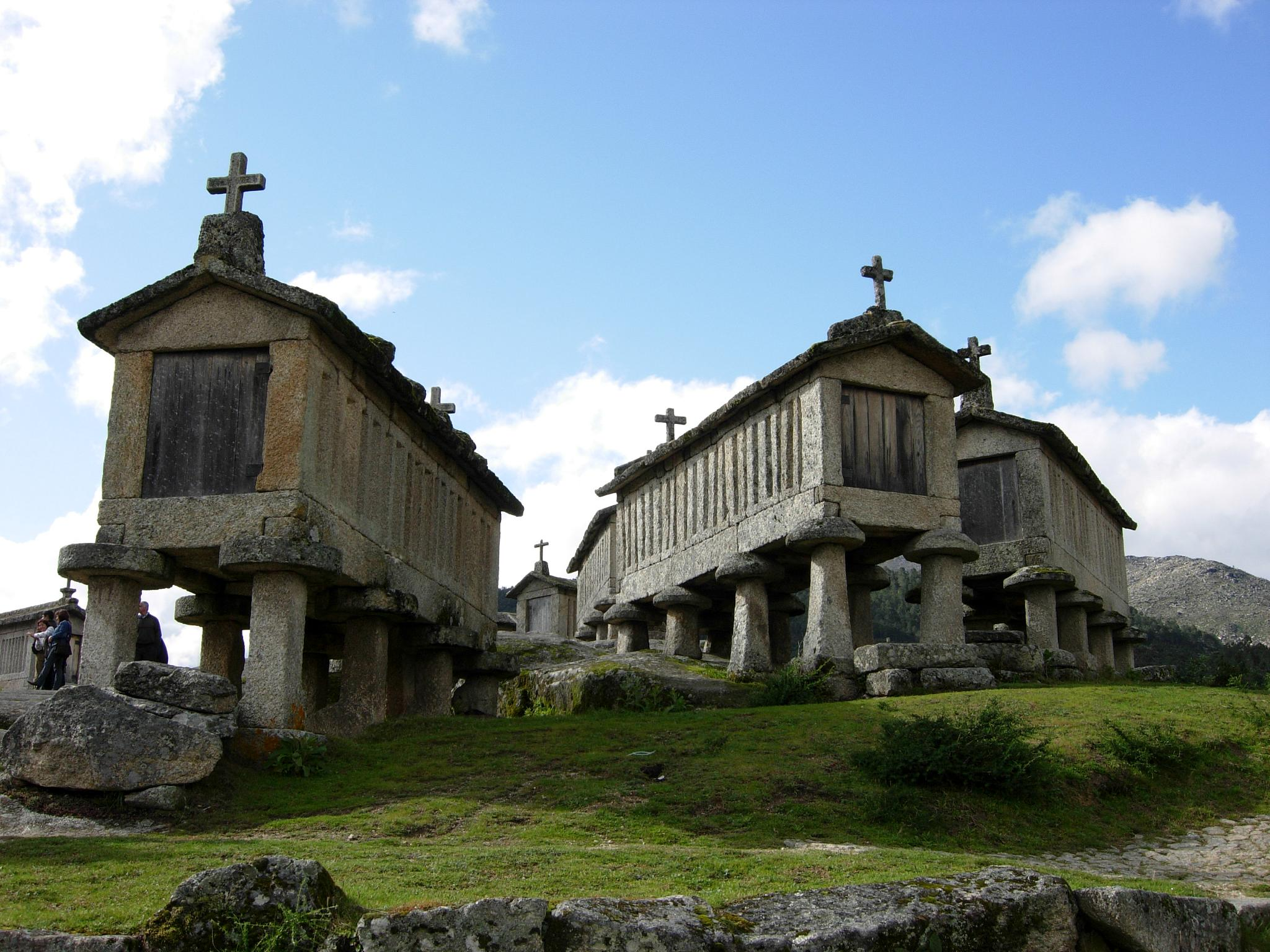
索阿茹粮仓是24个花岗岩材质的粮仓，被列为公共利益财产

少数几条主要道路附近的地点是游客最多的地方。其中许多与葡萄牙北部人民的宗教信仰有关，即佩内达圣母和阿贝尔塔门的圣本托的圣殿。其他一些，如索阿茹和林多素，展示了用花岗岩建造的小型传统粮仓，即espigueiros（来自葡萄牙语espiga，意为穗）。索阿茹是一个典型的葡萄牙村庄，位于佩内达山脉的一个斜坡上。这24个粮仓被竖立在花岗岩板上，至今仍被用于烘干玉米。
两个最著名和最受欢迎的景点是瀑布,包括波尔特拉杜奥门旧边境站附近的瀑布和维拉利尼奥达斯富尔纳什村，只要维拉利尼奥达斯富尔纳什大坝足够低，以及阿拉杜河沿岸的瀑布。
家畜也值得注意。用于农业的本地巴罗桑牛和较小的卡谢纳牛如今正濒临灭绝，因为它们正在失去用途；还有一种名叫卡斯特鲁拉博雷鲁犬的枪猎犬。